# Hannibal (Sohn Bomilkars)
Hannibal († nach 215 v. Chr.) war während des Zweiten Punischen Krieges ein karthagischer Kommandant. Sein wesentlich berühmterer Namensvetter Hannibal, Sohn des Hamilkar Barkas, führte diesen Krieg gegen Rom an. 
Hannibal war der Sohn eines Bomilkar und wird nur 215 v. Chr. vom römischen Geschichtsschreiber Titus Livius erwähnt. Er war in diesem Jahr neben Hasdrubal und Mago, den beiden Brüdern des berühmten Hannibal, der dritte punische Feldherr in Spanien, der gegen den ehemaligen römischen Konsul Publius Cornelius Scipio und dessen Bruder Gnaeus Cornelius Scipio Calvus kämpfte. Laut Livius, dessen Darstellung der Kämpfe der Scipionen in Spanien oft unzuverlässig ist, belagerten drei von Hamilkar, Mago und Hannibal kommandierte punische Armeen die zu den Römern abgefallene Stadt Iliturgi, die wohl nahe dem heutigen Jaén in Andalusien lag. Die Scipionen rückten mit 16.000 Mann zum Entsatz der Stadt an und sollen der als wesentlich größer angegebenen gegnerischen Streitmacht große Verluste zugefügt haben, wodurch die Karthager vertrieben worden seien. Jedenfalls weist Livius’ Bericht starke Übertreibungen auf. Anschließend seien die drei punischen Feldherren an die Belagerung der Stadt Intibili gegangen, aber dort von den Scipionen ebenfalls geschlagen worden.